# Nebrioporus acuminatellus
Nebrioporus acuminatellus är en skalbaggsart som först beskrevs av Leon Fairmaire 1876.  Nebrioporus acuminatellus ingår i släktet Nebrioporus och familjen dykare. Inga underarter finns listade i Catalogue of Life.